# Cacique (brigue 1822)
Cacique foi um navio transporte do tipo brigue que serviu a Armada Imperial Brasileira entre 1822 e 1827.

## História
O navio de guerra nominado como Reino Unido pertencia a Armada Portuguesa quando da época da Independência do Brasil foi incorporado a Esquadra brasileira.
Sua mais notável missão foi levar D. João VI e a família real em seu retorno a Portugal em abril de 1821. Participou da Batalha Naval de Montevidéu em 1923.
Participou em 1827 da perseguição ao navio corsário de Federico de Brandsen(1785-1827), tendo sido derrotado e tomado no embate naval.
Entre os seus feitos está a captura em combate, o Corsário platense Escudera.